# Financieringsmaatschappij
Een financieringsmaatschappij is een professionele partij die als bedrijfsactiviteit heeft om financieringen te verstrekken aan particulieren en bedrijven. Voorbeelden zijn handelsbanken, hypotheekbanken, leasemaatschappijen en factoring bedrijven.